# Ранко Живак
Ранко Живак (Коњиц, 25. новембар 1964) је пензионисани припадник војске Србије и бивши командант ваздухопловства и противваздухопловне одбране војске Србије. Има чин генерал-мајора. Ожењен је и има двоје деце. Активна војна служба му се завршила 2018. године

## Образовање
- средња војна школа, 1983. године
- Ваздухопловна војна академија, 1987. године
- Командно-штабно-усавршавање, 2002. године
- Генералштабно усавршавање, 2008. године

## Досадашње дужности
- пилот, 1987-1991.
- командир 1. ао и наставник летења, 1991-1998.
- опитни пилот, 1998-2002.
- начелник сектора у Ваздухопловном опитном центру, 2002-2006.
- начелник Ваздухопловног опитног центра, 2006.
- начелник одсека у Управи за планирање и развој ГШ ВС 2006-2008.
- помоћник команданта за подршку у Здруженој оперативној команди 2008-2009.
- командант ваздухопловства и противваздушне одбране 2009-2018.